# Máquina de Anticítera

Esquema da máquina de Anticítera

A máquina de Anticítera ou mecanismo de Anticítera é o computador analógico e planetário mais antigo que se conhece, criado no século I a.C. na Grécia romana. Era usado para prever posições astronômicas e eclipses, como função de calendário e astrologia. Ela também podia rastrear o ciclo de quatro anos dos jogos atléticos que eram parecidos, mas não idênticos, a uma Olimpíada, o ciclo dos Jogos Olímpicos da Antiguidade.
Acredita-se que o instrumento tenha sido projetado e construído por cientistas gregos e datado de cerca de 87 a.C., entre 150 e 100 a.C., ou 205 a.C. Deve ter sido construído antes do naufrágio, que foi datado por várias linhas de evidência em aproximadamente 70–60 a.C. Em 2022, os pesquisadores propuseram que sua data de calibração inicial, não sua data de construção, poderia ter sido 23 de dezembro de 178 a.C. Outros especialistas propõem 204 a.C. como uma data de calibração mais provável. Máquinas com complexidade semelhante não apareceram novamente até os relógios astronômicos de Ricardo de Wallingford e Giovanni de' Dondi no século XIV.
Todos os fragmentos conhecidos do mecanismo estão agora guardados no Museu Arqueológico Nacional de Atenas, juntamente com reconstruções artísticas e réplicas, para demonstrar como ele pode ter parecido e trabalhado.

## História
Os restos do artefato datado de 87 a.C. foram resgatados em 1901, juntamente com várias estátuas e outros objetos, por mergulhadores, à profundidade de aproximadamente 43 metros na costa da ilha grega de Anticítera, entre a ilha de Citera e a de Creta. Em 17 de maio de 1902, o arqueólogo Valerios Stais notou que uma das peças de pedra possuía uma roda de engrenagem. Quando o aparelho foi resgatado estava muito corroído e incrustado. Depois de quase dois mil anos, parecia uma pedra esverdeada. Visto que de início as estátuas eram o motivo de todo o entusiasmo, o artefato misterioso não recebeu muita atenção.
O mecanismo foi examinado em 1902, e estava em vários pedaços. Havia rodas denteadas de diferentes tamanhos com dentes triangulares cortados de forma precisa. O artefato parecia um relógio, mas isso era pouco provável porque se acreditava que relógios mecânicos só passaram a ser usados amplamente muito mais tarde.

### Análise detalhada
Em 1958 o mecanismo foi analisado por Derek de Solla Price, um físico que mudou de ramo e tornou-se professor de História na Universidade de Yale. Ele chegou a acreditar que o aparelho era capaz de indicar eventos astronômicos passados ou futuros, como a próxima lua cheia. Percebeu que as inscrições no mostrador se referiam a divisões do calendário - dias, meses e signos do zodíaco. Supôs que deveria haver ponteiros que girassem para indicar as posições dos corpos celestes em períodos diferentes. O professor Price deduziu que a roda denteada maior representava o movimento do Sol e que uma volta correspondia a um ano solar, equivalente a 19 anos terrestres. Se uma outra engrenagem, conectada à primeira, representava o movimento da Lua, daí a proporção entre o número de dentes nas duas rodas deveria refletir o conceito dos gregos antigos sobre as órbitas lunares.
Em junho de 1959, o professor Price publicou um artigo sobre o mecanismo na Scientific American enquanto o mecanismo estava apenas sendo inspecionado.

Em 1971, o professor Price submeteu o mecanismo a uma análise com o auxílio de raios gama. Os resultados confirmaram a sua teoria de que o aparelho era um calculador astronômico altamente complexo. Ele fez um desenho de como achava que o mecanismo funcionava e publicou suas descobertas em 1974. Escreveu 
"Não existe nenhum instrumento como este em lugar nenhum... De tudo que sabemos sobre a ciência e tecnologia na era helenística, deveríamos ter chegado à conclusão de que um instrumento assim não poderia existir.".
Na ocasião, Price afirmou que o aparelho teria sido construído por Gêmino de Rodes, um astrônomo grego, mas a sua conclusão não foi aceita pelos especialistas da época, que acreditavam que, embora os antigos gregos tivessem o conhecimento para tal máquina, não tinham a habilidade prática e científica necessária para construí-la.
Os dados obtidos pela máquina são muito semelhantes aos descritos nos manuscritos de Galileu Galilei e as semelhanças vão além da coincidência, levando a crer que Galileu valeu-se de tal máquina em suas pesquisas.

### Projeto de pesquisa do mecanismo de Anticítera
Em 1996 o físico italiano Lucio Russo, professor na Universidade de Roma Tor Vergata, publicou um artigo acrescentando novas luzes à questão. O artigo foi traduzido e publicado em língua inglesa em 2004 sob o título de "The Forgotten Revolution: How Science Was Born in 300 BC and Why it Had to Be Reborn".
A partir de setembro de 2005, a fabricante estadunidense de computadores Hewlett-Packard contribuiu para a pesquisa disponibilizando um sistema de reprodução de imagens, tomógrafo digital, que facilitou a leitura de textos, que haviam se tornado ininteligíveis devido à passagem do tempo.
Essas pesquisas permitiram uma visão melhor do funcionamento do mecanismo. Quando o usuário girava o botão, as engrenagens de pelo menos 30 rodas denteadas ativavam três mostradores nos dois lados do aparelho. Isso permitia que o usuário previsse ciclos astronômicos - incluindo eclipses - em relação ao ciclo de quatro anos dos Jogos Olímpicos e outros jogos pan-helênicos. Esses jogos eram comumente usados como base para a cronologia.
Essas informações eram importantes uma vez que para os povos da Antiguidade o Sol e a Lua eram a base para os calendários agrícolas, além do que os navegadores se orientavam pelas estrelas. Os fenômenos astronômicos influenciavam todas as instituições sociais gregas. Complementarmente, "Para os babilônios antigos, prever eclipses era muito importante, visto que esses fenômenos eram considerados presságios ruins", escreveu Martin Allen, do Projeto de Pesquisa do Mecanismo de Anticítera. "De fato, o mecanismo poderia ser encarado como uma ferramenta política, permitindo que governantes exercessem domínio sobre seus súditos. Foi sugerido que um dos motivos de sabermos tão pouco sobre mecanismos desse tipo é que eles eram mantidos em sigilo por militares e políticos."
O artefato prova que a antiga astronomia e matemática gregas, originadas em grande parte na longa tradição babilônica, eram bem mais avançadas do que até então se imaginava. A revista Nature referiu-o assim: "O antigo mecanismo de Anticítera não apenas desafia nossas suposições sobre o progresso da tecnologia ao longo das eras - ele nos dá novos esclarecimentos sobre a própria História.".

### Quem o construiu?
O mecanismo de Anticítera não poderia ser o único mecanismo desse tipo. 
"Não há nenhuma evidência de quaisquer erros", escreveu Martin Allen. "Todas as características mecânicas têm uma função. Não há nenhum furo extra ou vestígios de metal que sugiram modificações feitas pelo fabricante durante o processo de construção do mecanismo. Isso leva à conclusão de que ele deve ter fabricado vários modelos".
Pesquisas mais recentes revelam que o mostrador que indicava os eclipses continha o nome dos meses. Esses nomes são de origem coríntia. A revista Nature declarou: 
"As colônias coríntias do noroeste da Grécia ou de Siracusa, na Sicília, são as mais prováveis - a segunda indicando um patrimônio que remonta aos dias de Arquimedes."
Aparelhos similares não foram encontrados porque "O bronze é um produto valioso e altamente reciclável", escreveu Allen. 
"Em resultado disso, antigos achados de bronze são muito raros. Na verdade, muitos deles foram descobertos debaixo da água, onde não eram acessíveis aos que talvez fossem reutilizá-los". "Nós só temos esse [exemplar]", diz um pesquisador, "porque estava fora do alcance de sucateiros".
Foi atribuido a Arquimedes a construção desse aparelho. Sua serventia vai além de guiar naus. Esse aparelho é precioso em calcular a orbita lunar, solar, mais as órbitas de cinco planetas ao redor da terra, além de ser capaz de prever eclipses lunares e solares por séculos a frente.

## Uso
Em 2008, uma equipe da Universidade de Cardiff usou tomografia computadorizada de raios-x e varredura de superfície de alta resolução para obter imagens dentro de fragmentos do mecanismo envolto em crosta e ler as inscrições mais fracas que antes cobriam o invólucro externo da máquina. Isso sugere que ele tinha 37 engrenagens de bronze que o permitiam seguir os movimentos da Lua e do Sol através do zodíaco, prever eclipses e modelar a órbita irregular da Lua, onde a velocidade da Lua é maior em seu perigeu do que em seu apogeu. Este movimento foi estudado no século II a.C. pelo astrônomo Hiparco de Rodes, e especula-se que ele pode ter sido consultado na construção da máquina. Há especulações de que uma parte do mecanismo está faltando e também calculou as posições dos cinco planetas clássicos.

## Características
Intensamente estudado entre o final da década de 1950 e o início da década de 1970, o mecanismo é composto por vinte e sete (27) engrenagens de bronze, feitas a mão, e organizadas de modo a representar mecanicamente a órbita da Lua, de outros planetas do Sistema Solar e do próprio Sol. Primitivamente teria sido protegido por uma caixa ou moldura de madeira, constituindo-se no mais antigo computador analógico hoje conhecido.
O artefato é notável porque empregava, já no século I a.C., uma engrenagem diferencial, que se acreditava ter sido inventada apenas no século XVI, e pelo nível de miniaturização e complexidade de suas partes, comparável às de um relógio feito no século XVIII.
A maior engrenagem tem aproximadamente 140 milímetros de diâmetro e originalmente teve 223 dentes.

## Reconstruções

### Bromley
Uma reconstrução parcial do artefato foi feita pelo cientista da computação australiano Allan George Bromley (1947–2002) da Universidade de Sydney junto com o relojoeiro Frank Percival. Esse projeto levou Bromley a rever a análise de raios-X feita por Price e fazer novas imagens de raios-X, mais precisas, que foram estudadas pelo aluno de Bromley, Bernard Gardner, em 1993.

### Gleave
Posteriormente, John Gleeve, um fabricante de planetários britânico, construiu uma réplica funcional do mecanismo. De acordo com sua reconstrução, o mostrador frontal mostra a progressão anual do Sol e da Lua através das constelações, contrário ao Calendário Egípcio. A parte superior traseira mostra um período de quatro anos e possui mostradores associados que apresentam o Ciclo Metônico de 235 meses sinódicos, que igualam a 19 anos solares de aproximação e distanciamento da Terra. A parte inferior mostra esquemas do ciclo de um único mês sinódico, com um mostrador secundário mostrando o ano lunar de 12 meses sinódicos.

### Wright
Outra reconstrução foi feita em 2002 por Michael Wright, engenheiro mecânico curador do Museu da Ciência de Londres, trabalhando com Allan Bromley. Ele analisou o mecanismo usando tomografia linear, a qual podia criar imagens de um plano focal mais direto e, então, visualizar as engrenagens em maiores detalhes. Na reconstrução de Wright, o aparelho não apenas modelava os movimentos do Sol e da Lua, mas de cada corpo celestial conhecido pelos gregos antigos: Mercúrio, Vênus, Marte, Júpiter e Saturno.
Essa nova reconstrução deu crédito a antigas menções de tais aparelhos. Cícero, no século I a.C., menciona um instrumento "recém-construído por Posidónio, que, a cada revolução reproduz os mesmos movimentos do Sol, da Lua e dos cinco planetas". Tais aparelhos são mencionados em outros lugares também. Também dá crédito à ideia de que havia uma antiga tradição grega na tecnologia de mecânica complexa que foi transmitida pelo mundo árabe, onde aparelhos similares, porém mais simples, foram encontrados posteriormente, e poderiam ter sido entregues ou incorporados aos fabricantes de relógio e guindastes europeus.

### Carol
Em 2010 foi executada uma reconstrução do mecanismo - plenamente funcional - com o recurso a peças LEGO Technic, por Andrew Carol, um engenheiro de programação da Apple, confirmando a extrema precisão das duas órbitas solares de aproximação e distanciamento da Terra em intervalos regulares de 11 e 19 anos.